# Empoasca venusta
Empoasca venusta är en insektsart som beskrevs av Delong och Davidson 1935. Empoasca venusta ingår i släktet Empoasca och familjen dvärgstritar. Inga underarter finns listade i Catalogue of Life.